# NGC 438
NGC 438 es una galaxia espiral barrada de la constelación de Sculptor. 
Fue descubierta el 1 de septiembre de 1834 por el astrónomo John Herschel.